# Воскресеньевское водохранилище
Воскресеньевское водохранилище — небольшое русловое водохранилище на реке Рябинка (левый приток реки Ворскла). Расположено в Богодуховском районе Харьковской области, у села Воскресеновка. Водохранилище построено в 1970 году по проекту Харьковской экспедиции института Укргипроводхоз.
Назначение — орошение. Вид регулирования — многолетнее.

## Основные параметры водохранилища
- Нормальный подпорный уровень — 132,08 м;
- Форсированный подпорный уровень — 134,16 м;
- Объём воды — 0,00377 км³;
- Полезный объём — 3270000 м³;
- Длина — 3,87 км;
- Средняя ширина — 0,41 км;
- Максимальные ширина — 0,66 км;
- Средняя глубина — 2,39 м;
- Максимальная глубина — 5,00 м;
- Площадь поверхности — 1,58 км².[источник не указан 1661 день]

## Основные гидрологические характеристики
- Площадь водосборного бассейна — 143 км².
- Годовой объём стока 50 % обеспеченности — 1 млн м³.
- Паводковый сток 50 % обеспеченности — 1 млн м³.
- Максимальный расход воды 1 % обеспеченности — 49,4 м³/с.

## Состав гидротехнических сооружений
- Глухая земляная плотина длиной — 565 м, высотой — 8,29 м, шириной — 15 м. Заделка верхового откоса — 1:3,5, низового откоса — 1:2,5.
- Шахтный водосброс из монолитного железобетона высотой — 3 м, размерами 2(2,5×3,4) м.
- Водоотводная труба размерами 2(2,5×2,1) м длиной — 34 м.
- Рекомендуемый водовыпуск отсутствует.

## Использование водохранилища
Водохранилище было построено для орошения в совхозе «Ульяновск» и колхозе «Звезда» Богодуховского района. В настоящее время используется для рыборазведения КФХ «Парус».